# Mohsen
Mohsen eller Muhsin är ett mansnamn som har sitt ursprung i Mellanöstern.
Inom islam kallas Gud al-Muhsin – "den som vill väl/gott och gör gott". Mushin nämns i Koranen, dock inte som namn utan som en handling.
I Sverige fanns per den 31 december 2019 drygt 700 män med Mohsen som tilltalsnamn.

## Kända personer vid namn Mohsen eller Muhsin
- Mohsen Araki, iransk ayatollah
- Mohsen Makhmalbaf, iransk regissör
- Muhsin ibn Ali, son till profeten Muhammeds dotter Fatima
- Muhsin Al-Ramli, irakisk författare och poet bosatt i Spanien